# Concert du nouvel an 1993 à Vienne
Le concert du nouvel an 1993 de l'orchestre philharmonique de Vienne, qui a lieu le 1er janvier 1993, est le 53e concert du nouvel an donné au Musikverein, à Vienne, en Autriche. Il est dirigé pour la première fois par le chef d'orchestre italien Riccardo Muti.
Johann Strauss II y est toujours le compositeur principal, mais son frère Josef est représenté avec une seule pièce, et leur père Johann présente une seconde œuvre en plus de sa célèbre Marche de Radetzky qui clôt le concert. Avec deux œuvres, Joseph Lanner est également de retour au programme après deux ans. 
Six pièces sur les dix-sept au total sont jouées pour la première fois au concert du nouvel an, dont trois en ouverture. 

## Programme
Les pièces suivies d'un astérisque (*) sont jouées pour la première fois.

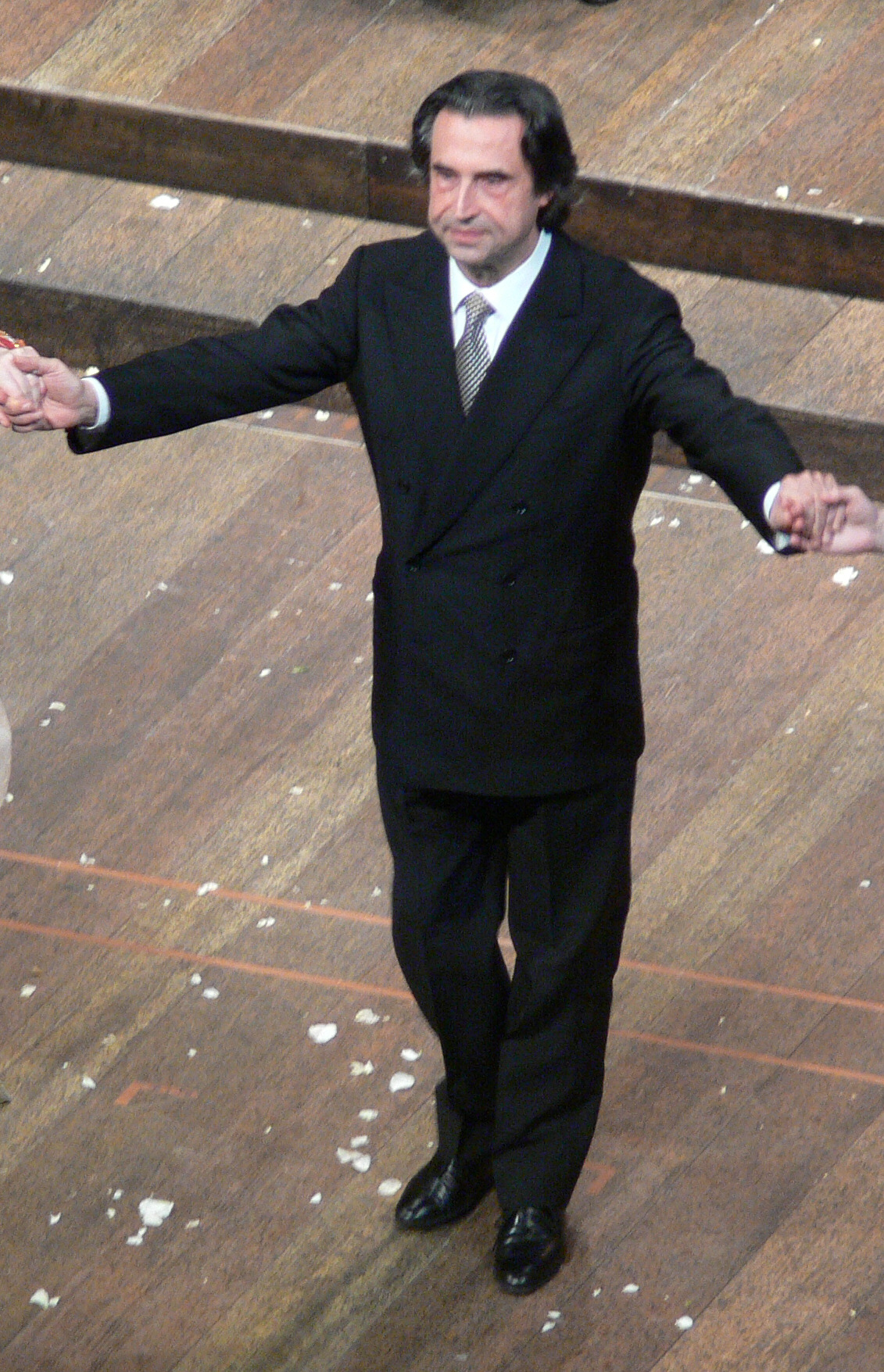
Riccardo Mutti (en 2008)

### Première partie
1. Johann Strauss II : Die Publizisten, valse, op. 321*
2. Johann Strauss II : Diplomaten-Polka, polka, op. 448*
3. Johann Strauss II : Veilchen-Polka, polka, op. 132*
4. Johann Strauss II : Etwas Kleines, polka française, op. 190
5. Joseph Lanner : Steyrische Tänze, op. 165*
6. Johann Strauss : Sperl-Galopp, galop, op. 42

### Deuxième partie
1. Johann Strauss II : ouverture de l'opérette Indigo und die 40 Räuber
2. Johann Strauss II :  Wo die Citronen blüh'n!, valse, op. 364
3. Joseph Lanner : Hans-Jörgel-Polka, polka, op. 141*
4. Johann Strauss II : Klipp-Klapp-Galopp, galop, op. 466*
5. Johann Strauss II : Marche égyptienne, marche, op. 335
6. Johann Strauss II et Josef Strauss : Pizzicato-Polka, polka
7. Josef Strauss : Transactionen, valse, op. 184
8. Johann Strauss II : Perpetuum mobile. Ein musikalischer Scherz, scherzo, op. 257

### Rappels
1. Johann Strauss II : Auf der Jagd, polka rapide, op. 373
2. Johann Strauss II : Le Beau Danube bleu, valse, op. 314
3. Johann Strauss : Marche de Radetzky, marche, op. 228